# Baby Be Mine
Baby Be Mine è un brano musicale interpretato dal cantante statunitense Michael Jackson, scritto da Rod Temperton e prodotto da Quincy Jones. È la seconda traccia del sesto album in studio di Jackson, Thriller, pubblicato dalla Epic Records il 30 novembre 1982.

## Il brano
La canzone è stata pubblicata il 30 novembre 1982 come seconda traccia dell'album in studio Thriller. Fu scritta da Rod Temperton, produttore anche della titletrack, di The Lady in My Life e di altri tre brani del precedente Off the Wall del 1979.

### Storia
Baby Be Mine venne scritta da Rod Temperton nel 1982 e fu pensata come un seguito logico della sua Rock with You (pubblicata come secondo singolo dall'album Off the Wall) e decise di proporre la canzone, assieme ad un'altra scritta da lui, The Lady In My Life, a Jackson, che scelse quest'ultima, ma invece di Baby Be Mine la popstar preferì inizialmente inserire Hot Street (quest'ultima co-scritta da Temperton e Jackson); il cantante registrò Hot Street (ancora oggi inedita, anche se trapelata in rete) e decise di inserire quest'ultima nel suo album Thriller. Ma, dopo aver registrato anche Baby Be Mine, Jones lo convinse che quest'ultima era più azzeccata e disse a Jackson che il testo di Hot Street, che parlava di un uomo che rimorchiava una prostituta, non si addiceva alla sua immagine puritana. Nel 1993, durante un interrogatorio in Messico per rispondere ad un'accusa di plagio, Michael Jackson dichiarò di adorare ancora Hot Street e di essersi pentito di non averla inserita in Thriller.
Baby Be Mine rimane una delle canzoni di Jackson più amate dai suoi fan.
Non è presente in nessuna raccolta del cantante. La demo di Baby Be Mine è trapelata in rete nel 2010. La canzone ha riscosso un successo di critica, soprattutto negli Stati Uniti e in Regno Unito, ma, ciononostante, Jackson non l'ha mai eseguita dal vivo in nessuno dei suoi tour.